# St. Blasius (Fristingen)

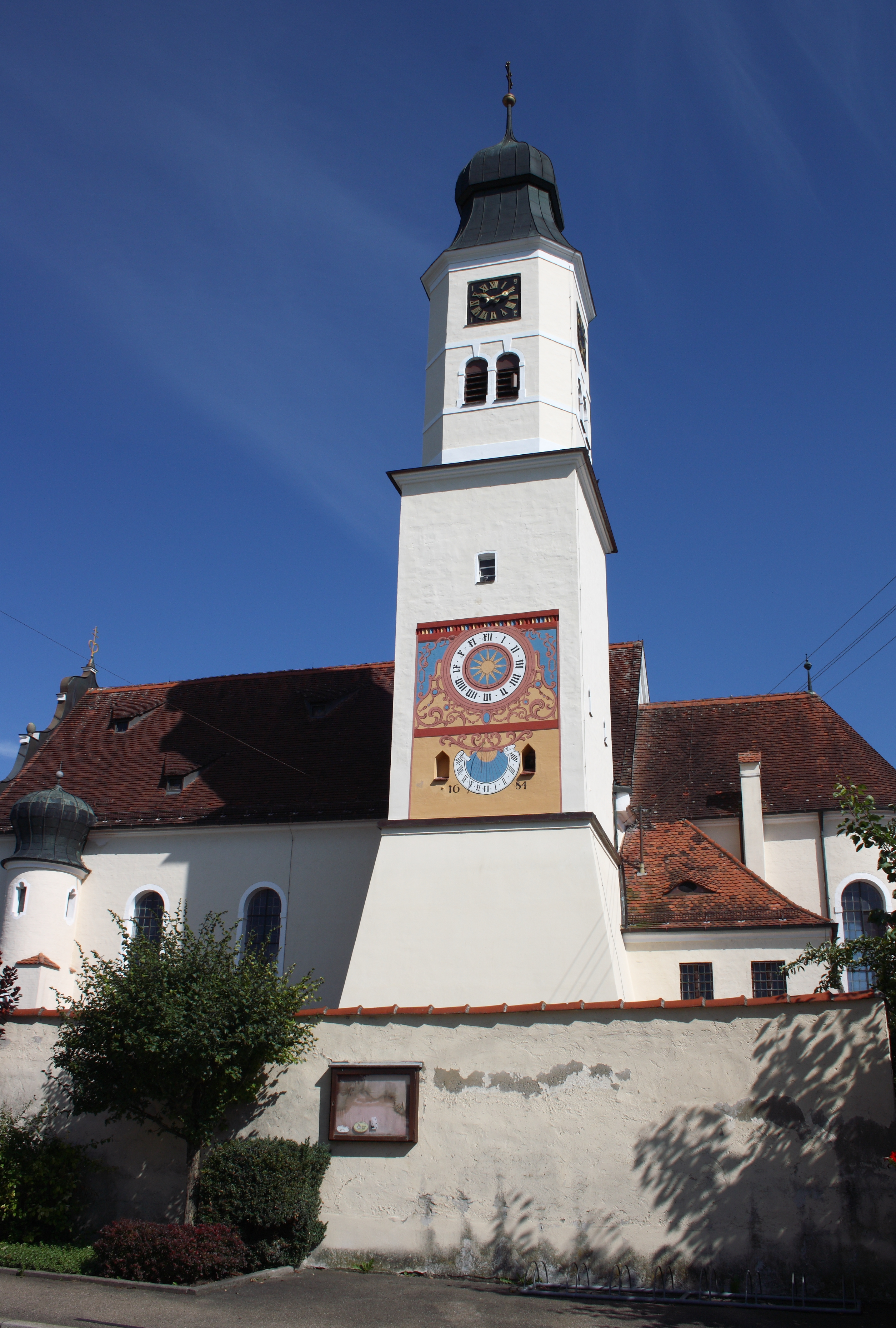
Pfarrkirche St. Blasius

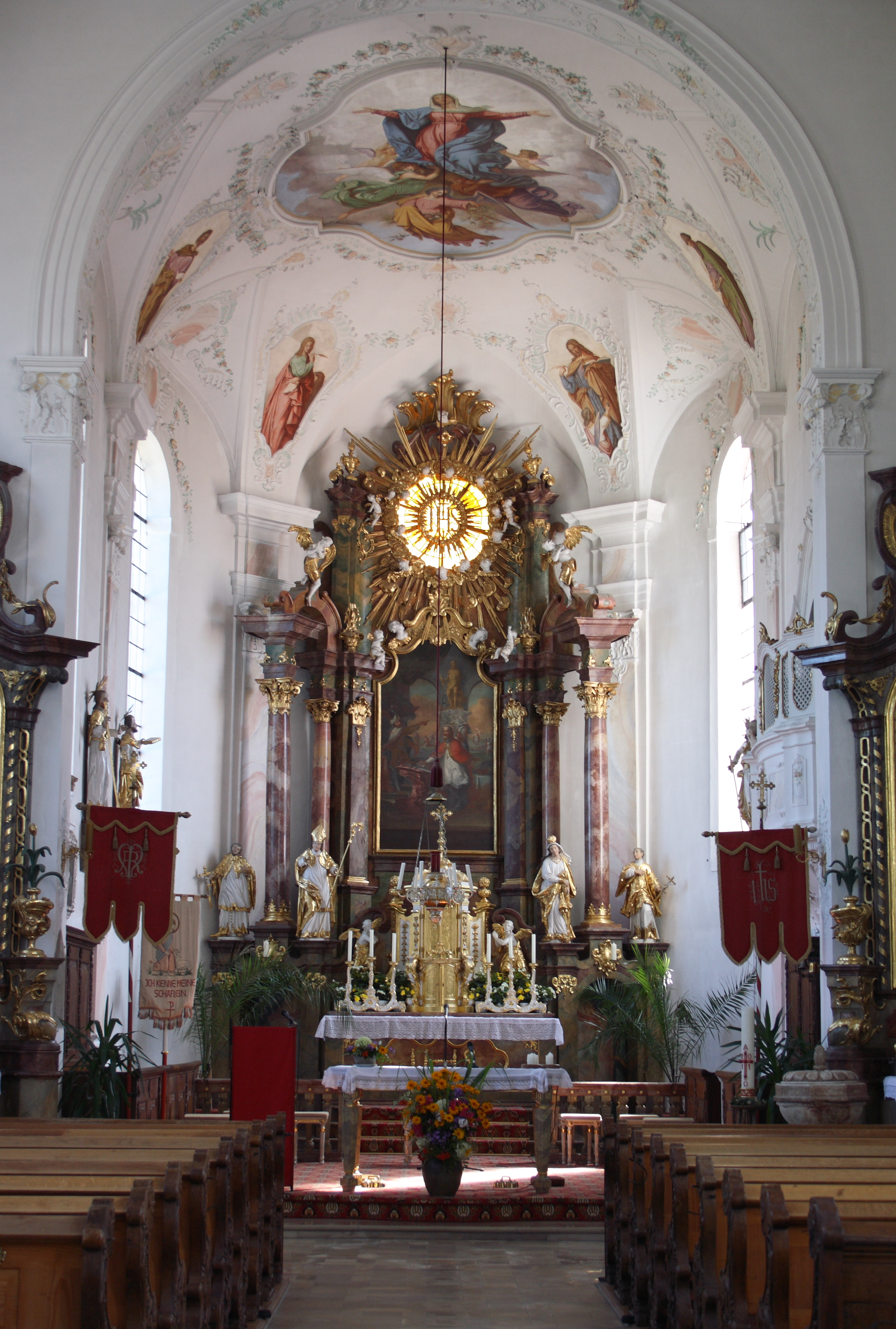
Innenansicht mit Blick zum Chor

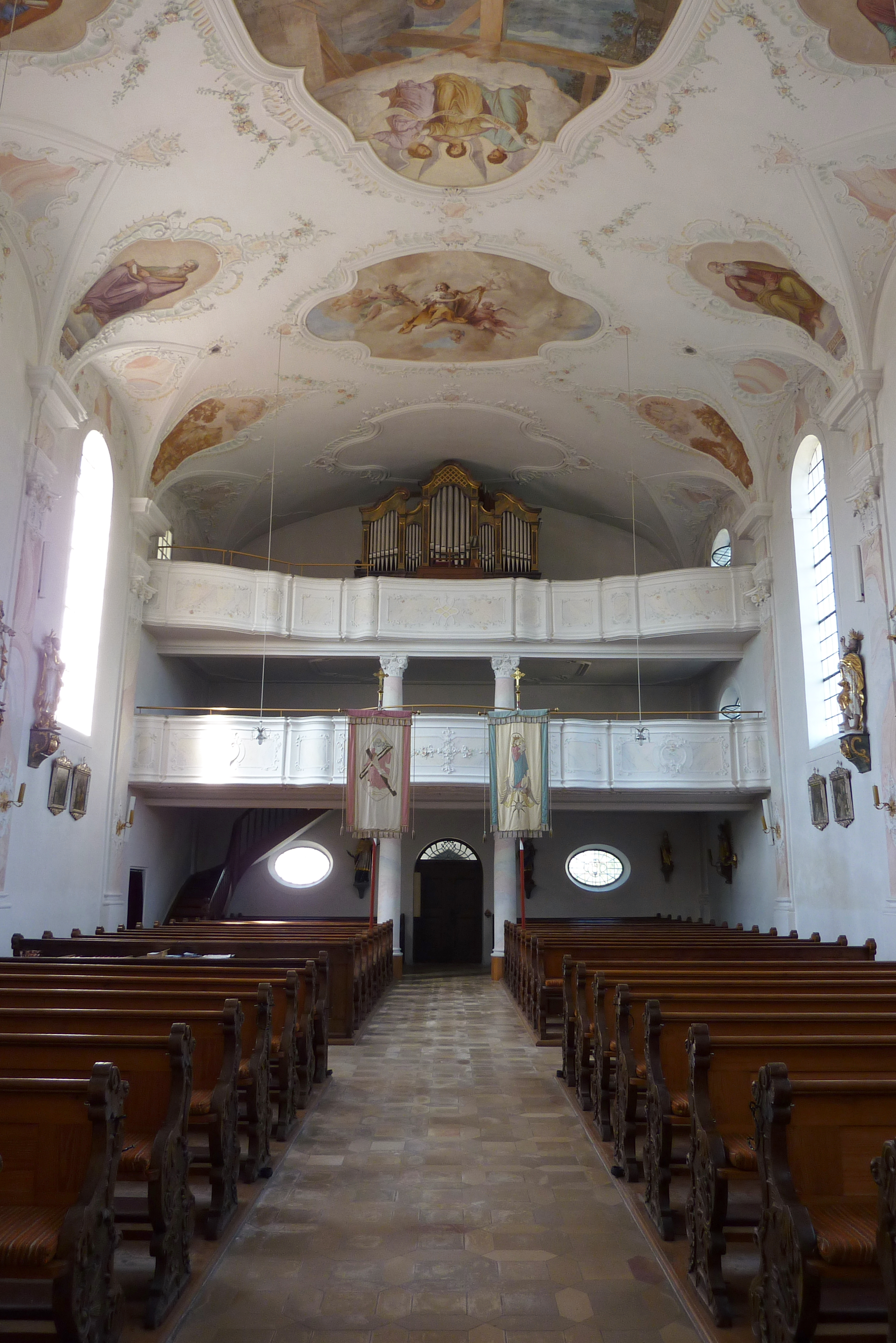
Langhaus und Westempore

Die katholische Pfarrkirche St. Blasius in Fristingen, einem Stadtteil von Dillingen an der Donau im bayerischen Regierungsbezirk Schwaben, wurde in der Mitte des 18. Jahrhunderts im Stil des Rokoko errichtet. Der Kirchturm stammt noch von der Vorgängerkirche, einer romanischen Chorturmkirche aus dem 13. Jahrhundert. Schutzpatron der Kirche ist der heilige Blasius, einer der Vierzehn Nothelfer. Die Kirche gehört zu den geschützten Baudenkmälern in Bayern.

## Geschichte
Für das Jahr 1381 ist die Weihe einer Pfarrkirche in Fristingen durch den Weihbischof Albert von Salona überliefert. Man geht davon aus, dass die ursprüngliche Kirche eine Chorturmkirche war. 1746/47 wurde an ihrer Stelle nach den Plänen von Franz Xaver Kleinhans eine neue Kirche gebaut, die 1752 geweiht wurde. Da sich der Turm geneigt hatte, wurde er 1823 durch eine Sockelschräge verstärkt. In der Mitte des 19. Jahrhunderts wurde er mit Schiefer gedeckt. 1912/13 erweiterte man das Langhaus nach Westen und fügte die Sakristei mit dem Oratorium hinzu. 1917/18 wurden das Kupferdach über dem hinteren Kircheingang (152,5 kg) sowie die Zinn-Orgelpfeifen (46 kg) zwangsweise eingezogen und eingeschmolzen, um von der Rüstungsindustrie verwendet zu werden. Diese wurden später wieder ersetzt.

## Architektur

### Außenbau
An der Südwand des Langhauses erhebt sich der Turm mit seinem sechsgeschossigen, quadratischen Unterbau und dem zweigeschossigen, an den Kanten abgeschrägten Aufbau. Der Unterbau ist durch breite Profilgesimse gegliedert. An seiner Südseite ist eine Sonnenuhr al fresco mit der Jahreszahl 1694 aufgemalt. Das vorletzte Stockwerk ist von Klangarkaden in Form von rundbogigen Zwillingsfenstern durchbrochen. Auf der obersten Etage sind auf drei Seiten Zifferblätter angebracht. Den Turm bekrönt eine geschweifte Haube. Die Westfassade des Langhauses ist mit einem Volutengiebel versehen. Die Eingänge befinden sich an der West- und Südseite. Das Vorzeichen an der Westfassade, die Arkaden und der Treppenturm mit Zwiebelhaube an der Südfassade sind spätere Hinzufügungen.

### Innenraum
Das einschiffige Langhaus ist in fünf Achsen unterteilt und wird von einer Korbbogentonne mit Stichkappen über den Fenstern gedeckt. Ein rundbogiger Chorbogen führt zum eingezogenen, halbrund geschlossenen Chor, den ein Tonnengewölbe mit Stichkappen überfängt. Die Wände von Chor und Langhaus werden von flachen Pilastern mit Phantasiekapitellen gegliedert und sind von großen Rundbogenfenstern durchbrochen. Den westlichen Abschluss des Langhauses bildet eine Doppelempore mit geschweiften Brüstungen. Beide Etagen ruhen auf kräftigen Säulen mit ornamentalen Kapitellen.

## Stuck
Der Stuckdekor aus Rocaillekartuschen und Blütenkränzen umrahmt die Deckenbilder und Grisaillen. Im nach Westen erweiterten Langhaus wurde der Stuck im gleichen Stil ergänzt. In einer Kartusche am Chorbogen befindet sich das Wappen des Fürstbischofs von Augsburg Joseph Ignaz Philipp von Hessen-Darmstadt. Es wird von zwei Löwen flankiert und von zwei Fürstenhüten und einer Mitra bekrönt.

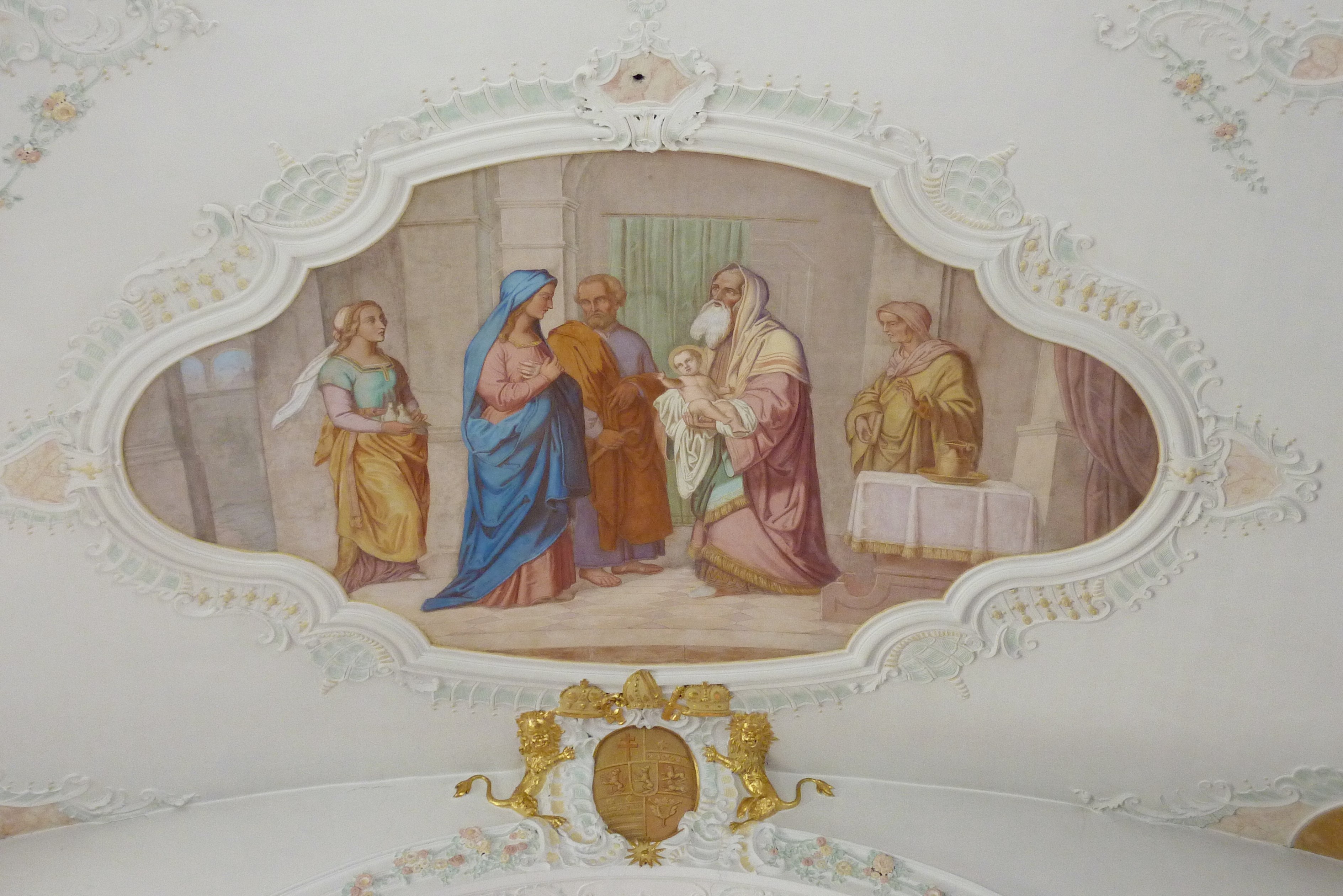
Deckenbild des Langhauses und Wappenkartusche

## Deckenbilder
Die Deckenbilder wurden 1864 von Johann Thurner ausgeführt und nach dessen Tod von Andreas Merkle vollendet. Das Deckenbild des Chores stellt die Himmelfahrt Mariens dar und ist von Guido Reni inspiriert. In den Stichkappen werden die vier Evangelisten dargestellt. Das Mittelbild des Langhauses stellt die Anbetung der Hirten dar, das östliche Bild zeigt die Darstellung Jesu im Tempel, das westliche Bild König David.
Die Grisaillen in den Medaillons erinnern an die Propheten des Alten Testamentes. Sie wurden 1747 von Balthasar Riepp ausgeführt wie die beiden Kartuschen mit den emblematischen Darstellungen. Diese sind mit Mariensymbolen und lateinischen Inschriften „ELECTA UT SOL“ (auserlesen wie die Sonne) und „PULCHRA UT LUNA“ (schön wie der Mond) versehen und beziehen sich auf Lobpreisungen Mariens nach dem Hohen Lied.

## Ausstattung

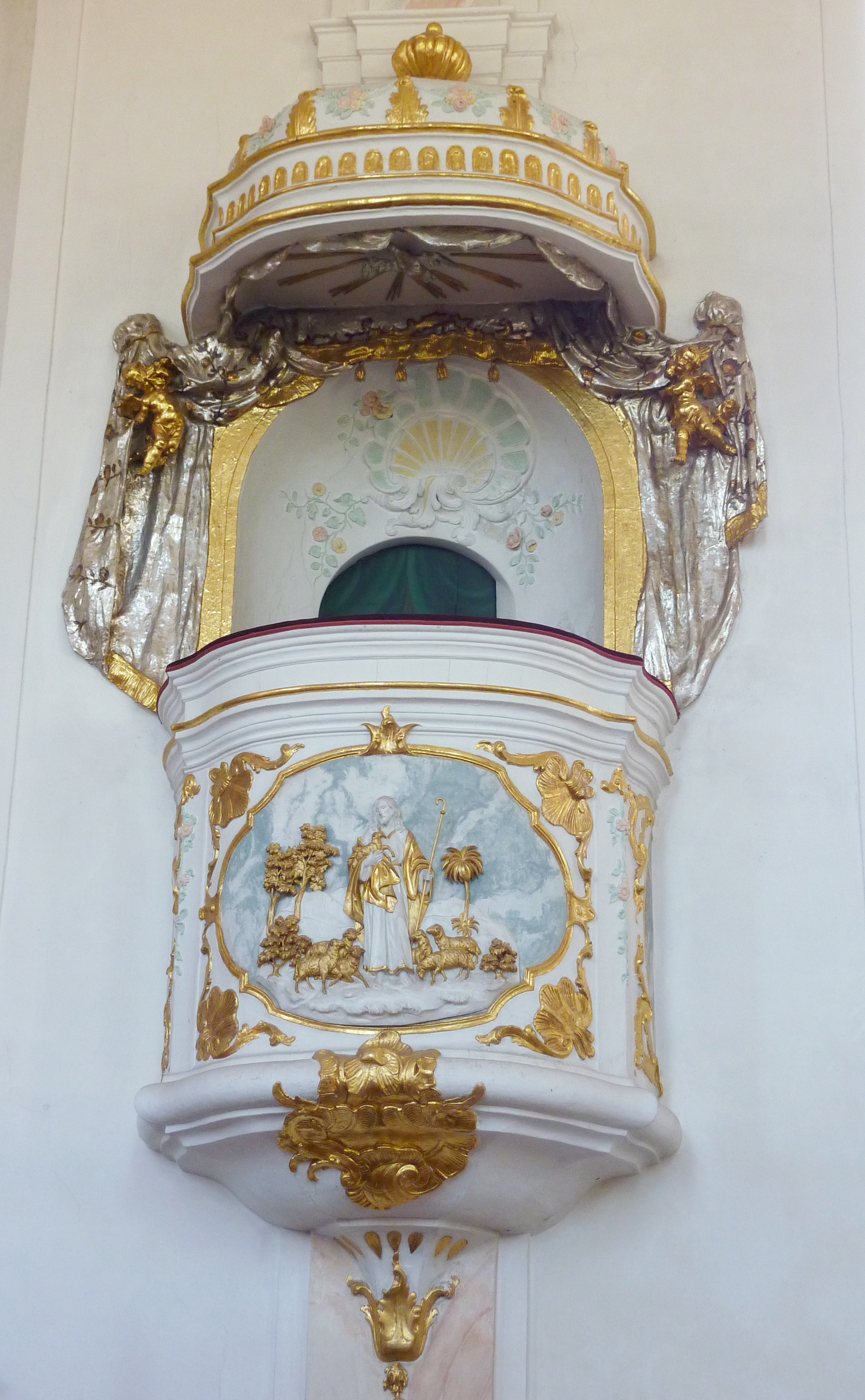
Kanzel

- Die Holzskulptur des heiligen Sylvester stammt aus der zweiten Hälfte des 15. Jahrhunderts.
- Die Skulptur des heiligen Blasius wird in das frühe 16. Jahrhundert datiert.
- Der Hochaltar und die Seitenaltäre stammen aus der Erbauungszeit der Kirche. Die Holzfiguren des Hochaltars stellen auf der linken Seite Johannes Nepomuk und den heiligen Ulrich (1734 datiert) und auf der rechten Seite den heiligen Aloisius (vielleicht von Johann Michael Fischer) und die heilige Afra (wohl 1912) dar.
- Die Kanzel ist ein Werk aus der Mitte des 18. Jahrhunderts. Das Relief des Guten Hirten wurde 1913 hinzugefügt.

- Die Figuren der Zwölf Apostel wurden 1766 geschaffen und stammen vermutlich aus der Werkstatt von Johann Michael Fischer.
- Die beiden zweiteiligen Beichtstühle von 1770 sind in den Auszügen mit Ölbildern versehen, auf denen der Apostel Petrus und Maria Magdalena dargestellt sind.

- Die Ölgemälde der Kreuzwegstationen stammen von 1765.
- Das Taufbecken aus Kalkstein wurde um 1750 geschaffen.

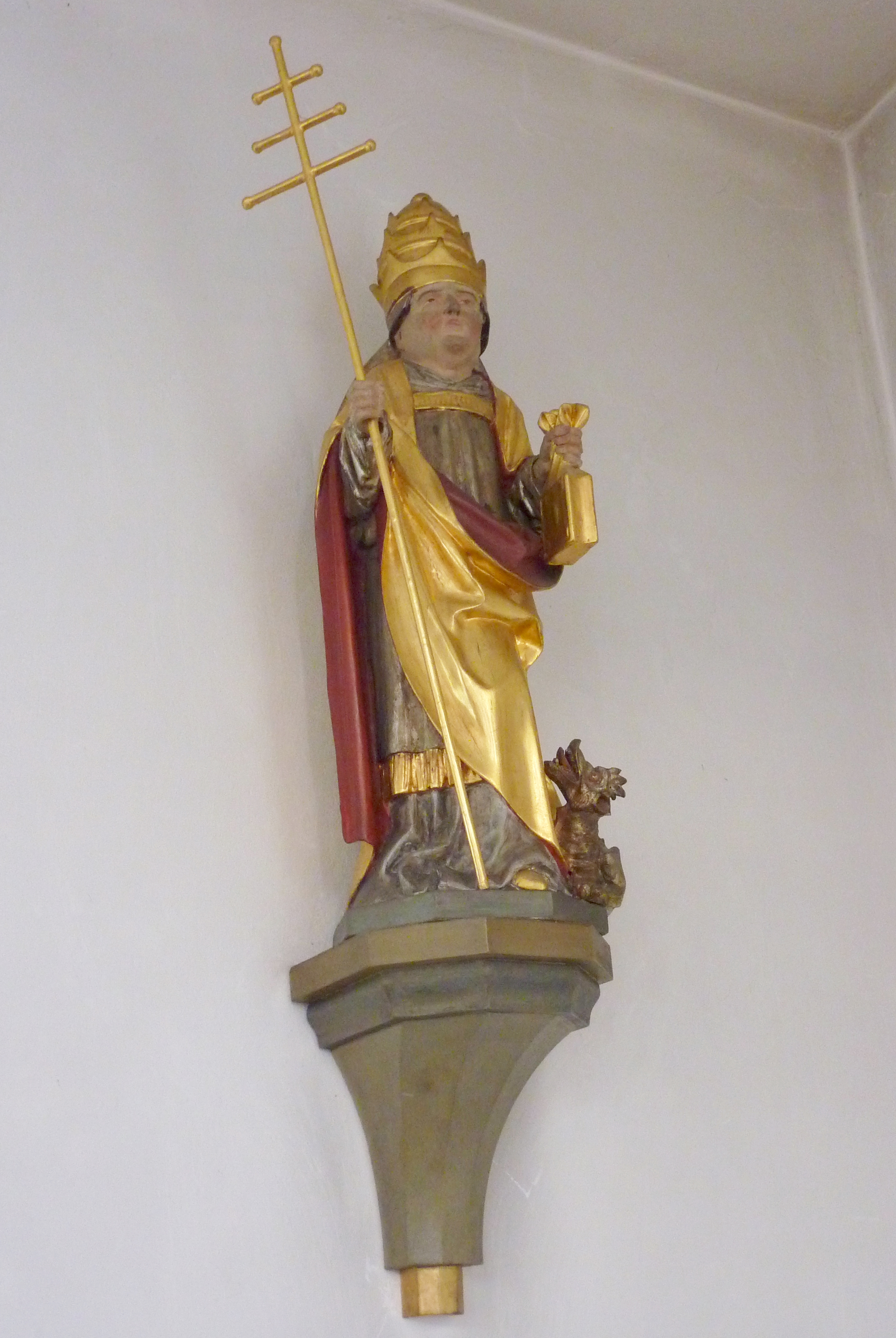
Heiliger Silvester
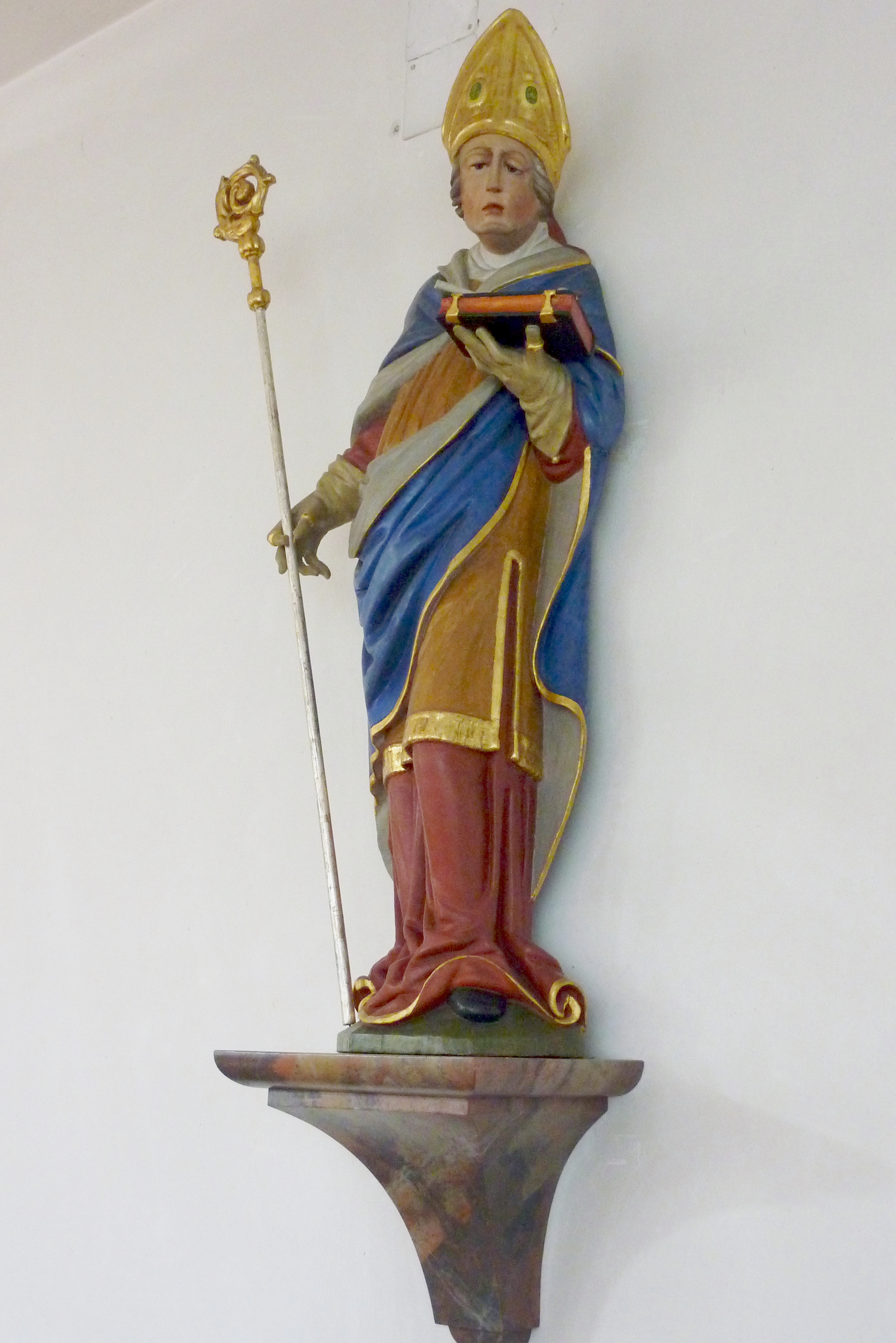
Heiliger Blasius
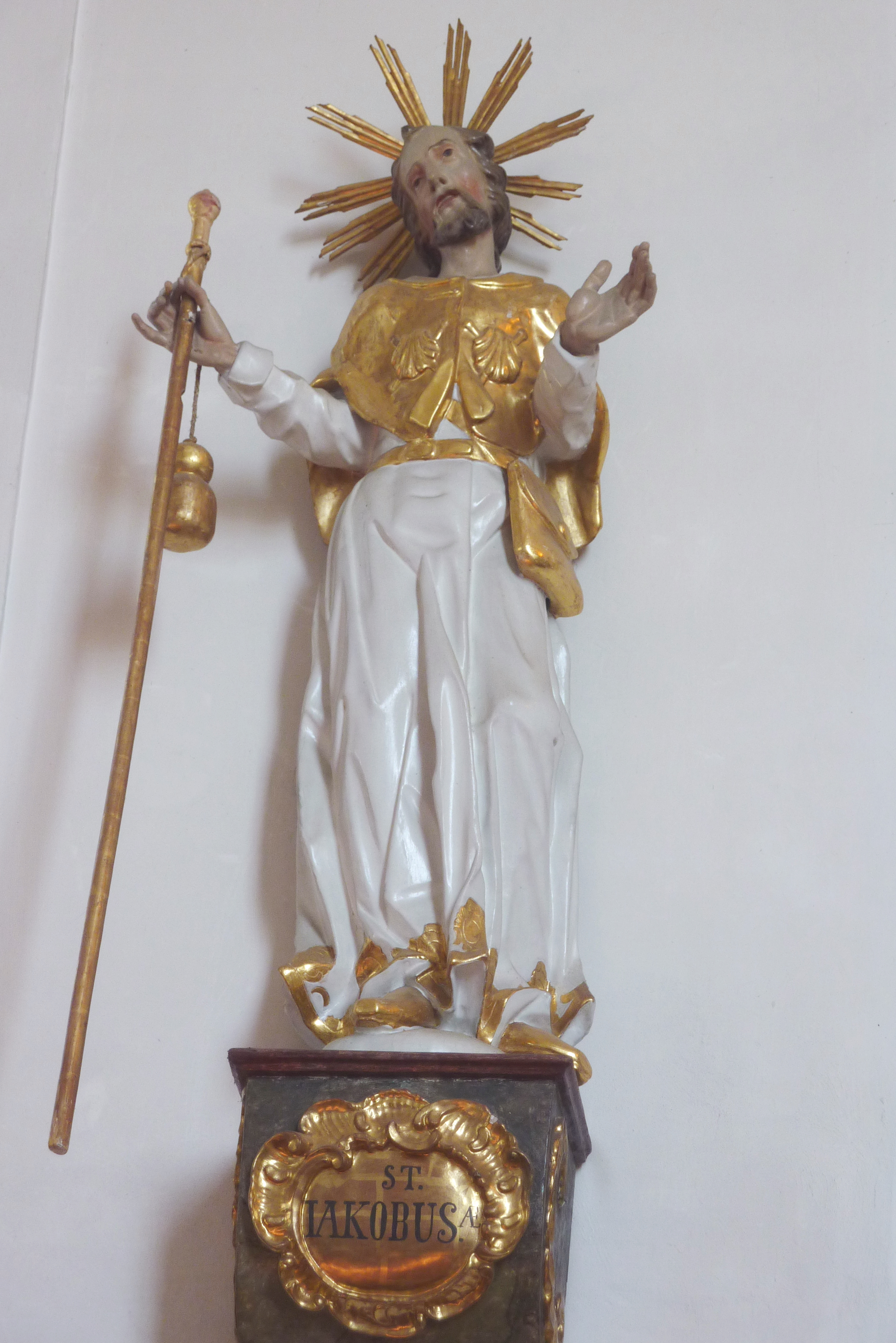
Apostel Jakobus der Ältere
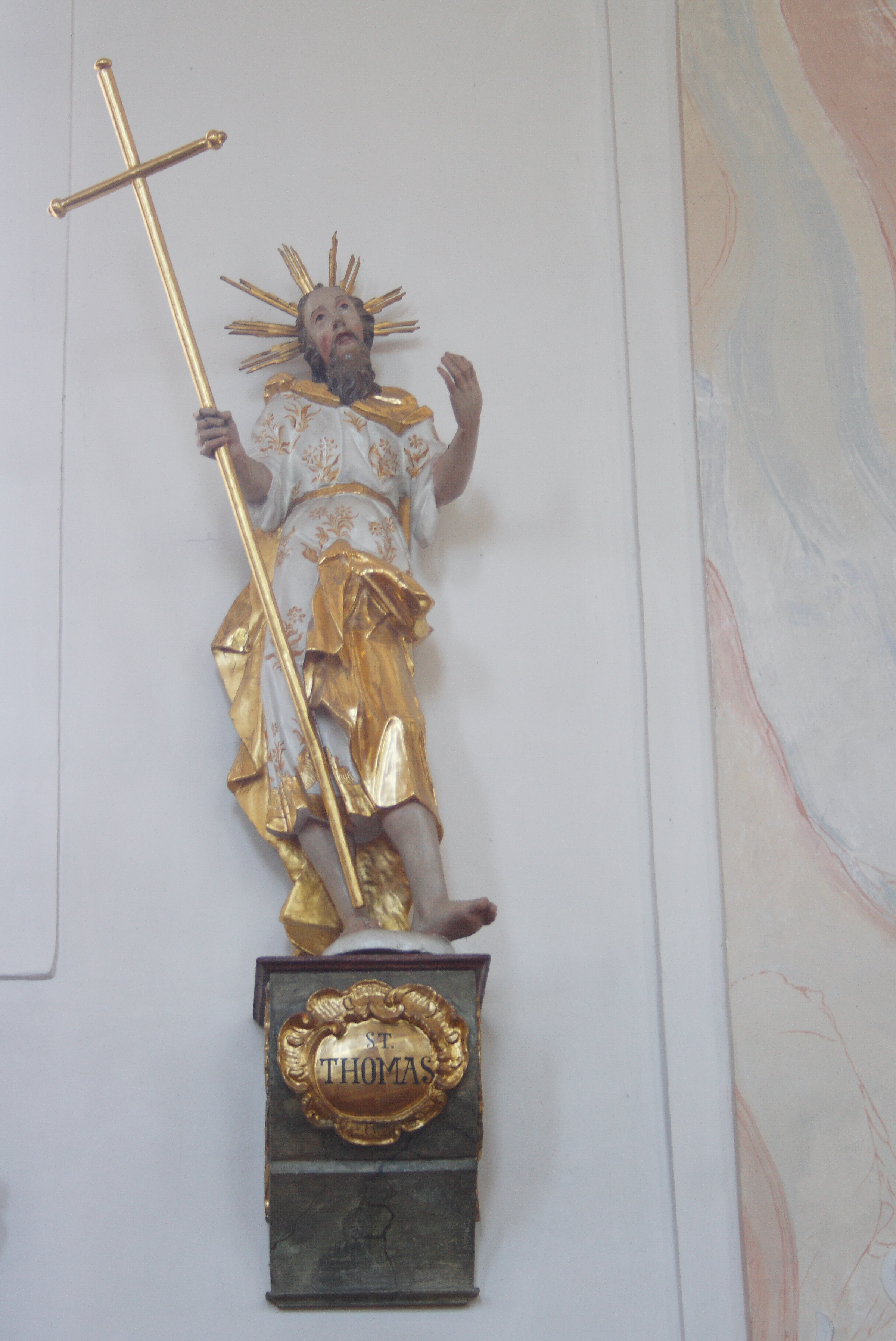
Apostel Thomas

## Glocken
Die Pfarrkirche besitzt ein dreistimmiges  Hauptgeläut mit der Tonfolge dis – fis – gis. Die vierte und kleinste Glocke aus dem Jahr 1693 zählt nicht zum Hauptgeläut und wird als Totenglocke geläutet.
| Nr. | Name                      | Gussjahr | Gießer                                    | Gewicht [kg] | Bildnis                                                           | Inschrift                                                         | Schlagton |
| --- | ------------------------- | -------- | ----------------------------------------- | ------------ | ----------------------------------------------------------------- | ----------------------------------------------------------------- | --------- |
| 1.  | Heiligste Dreifaltigkeit  | 1950     | Glockengießerei Johann Hahn, Landshut     | 1100         | Heilige Dreifaltigkeit (sog. Gnadenstuhl)                         | Gloria Patri et Filio et Spiritui Sancto.                         | dis       |
| 2.  | St. Leonhard, St. Blasius | 1950     | Glockengießerei Johann Hahn, Landshut     | 550          | Heiliger Leonhard, heiliger Blasius                               | Beschütz das Vieh, behüt das Land vor Wasserflut und Sonnenbrand! | fis       |
| 3.  | Patrona Bavariae          | 1950     | Glockengießerei Johann Hahn, Landshut     | 400          | Maria mit Jesukind, von zwei Engeln getragen                      | Maria, breit den Mantel aus.                                      | gis       |
| 4.  | Tauf- und Totenglöcklein  | 1693     | Glockengießerei Franziskus Kern, Augsburg |              | Muttergottes. Pfeildurchbohrtes Herz, aus dem drei Blüten wachsen | FRANSISCUS KERN HAT MIC GOSSEN IN AVGSPVRG 1693                   |           |

Ehemalige Glocken
In der Pfarrkirche befanden sich bis zum 28. November 1917 mehrere Glocken, die als kriegswichtiges Material während des Ersten und Zweiten Weltkrieges eingezogen und eingeschmolzen wurden. Pfarrer Josef Demleitner beschreibt diese im Tagebuch der Gemeinde Fristingen (1911–1928).
| Nr. | Name                     | Gussjahr | Gießer                                        | Gewicht [kg] | Bildnis                                                                                     | Inschrift                                           | Schlagton |
| --- | ------------------------ | -------- | --------------------------------------------- | ------------ | ------------------------------------------------------------------------------------------- | --------------------------------------------------- | --------- |
| 1   | St. Blasius              | 1863     | Glockengießerei Gottlieb Böhm, Lauingen       | 842          | Akanthuskranz, Heiliger Blasius, unbefleckte Empfängnis und Jesus am Kreuze mit zwei Engeln | IN GLORIAM DEI AC IN HONOREM SANCTI BLASII EPISCOPI |           |
| 2   |                          | 1833     | Glockengießerei Johann Niederwieser, Lauingen | 343          | Zwei Akanthuskreuze, Gekreuzigter mit Magdalena und Unbefleckte Empfängnis                  | Joh. Niederwieser in Lauingen 1833 goss mich.       |           |
| 3   | Tauf- und Totenglöcklein | 1693     | Glockengießerei Franziskus Kern, Augsburg     | 150          | Muttergottes. Pfeildurchbohrtes Herz, aus dem drei Blüten wachsen                           | FRANCISCUS KERN HAT MIC GOSSEN IN AVGSPVRG 1693     |           |